# Fritz Bornemann (Architekt)

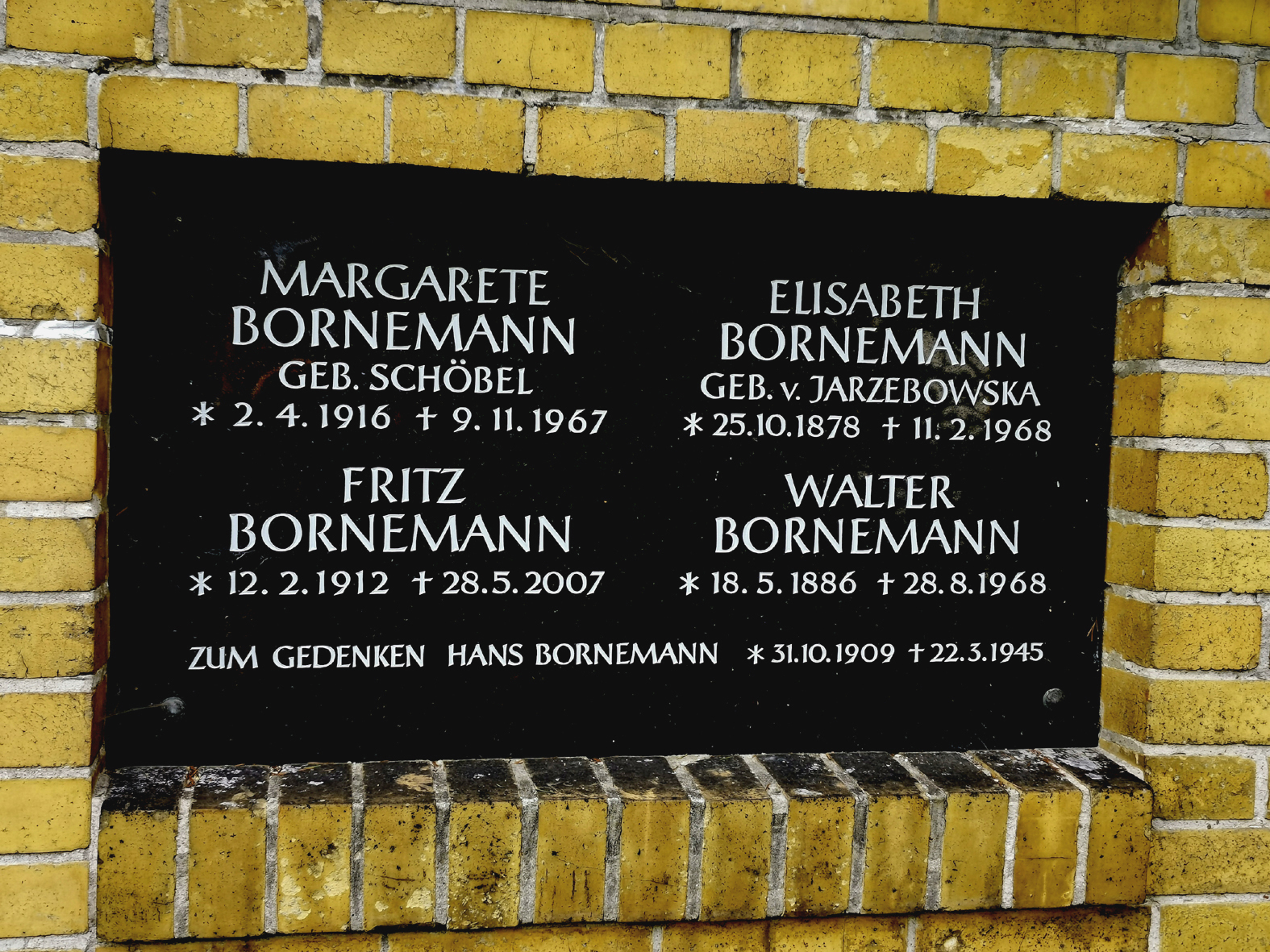
Familiengrab auf dem Alten Friedhof Wannsee

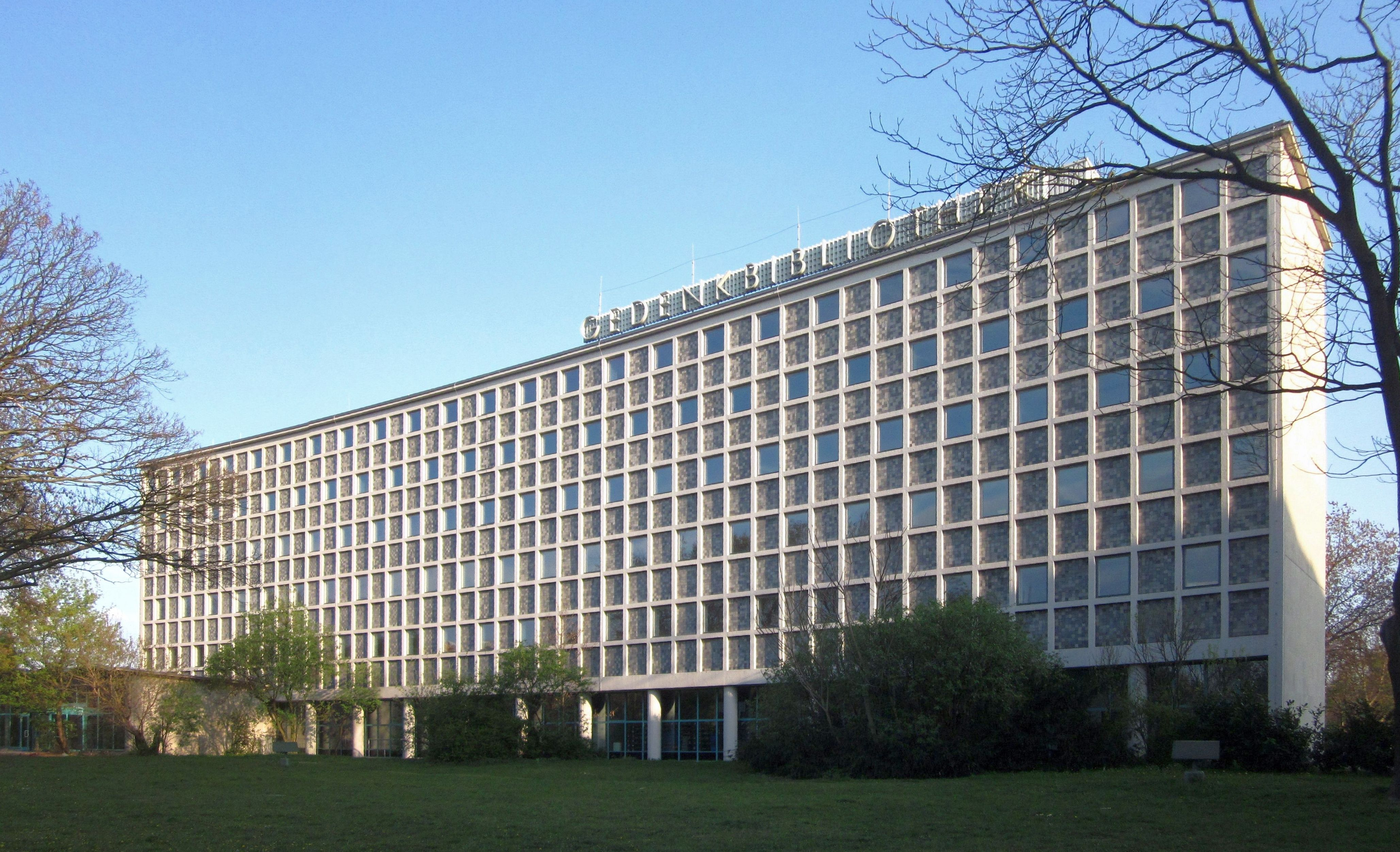
Amerika-Gedenkbibliothek, Berlin

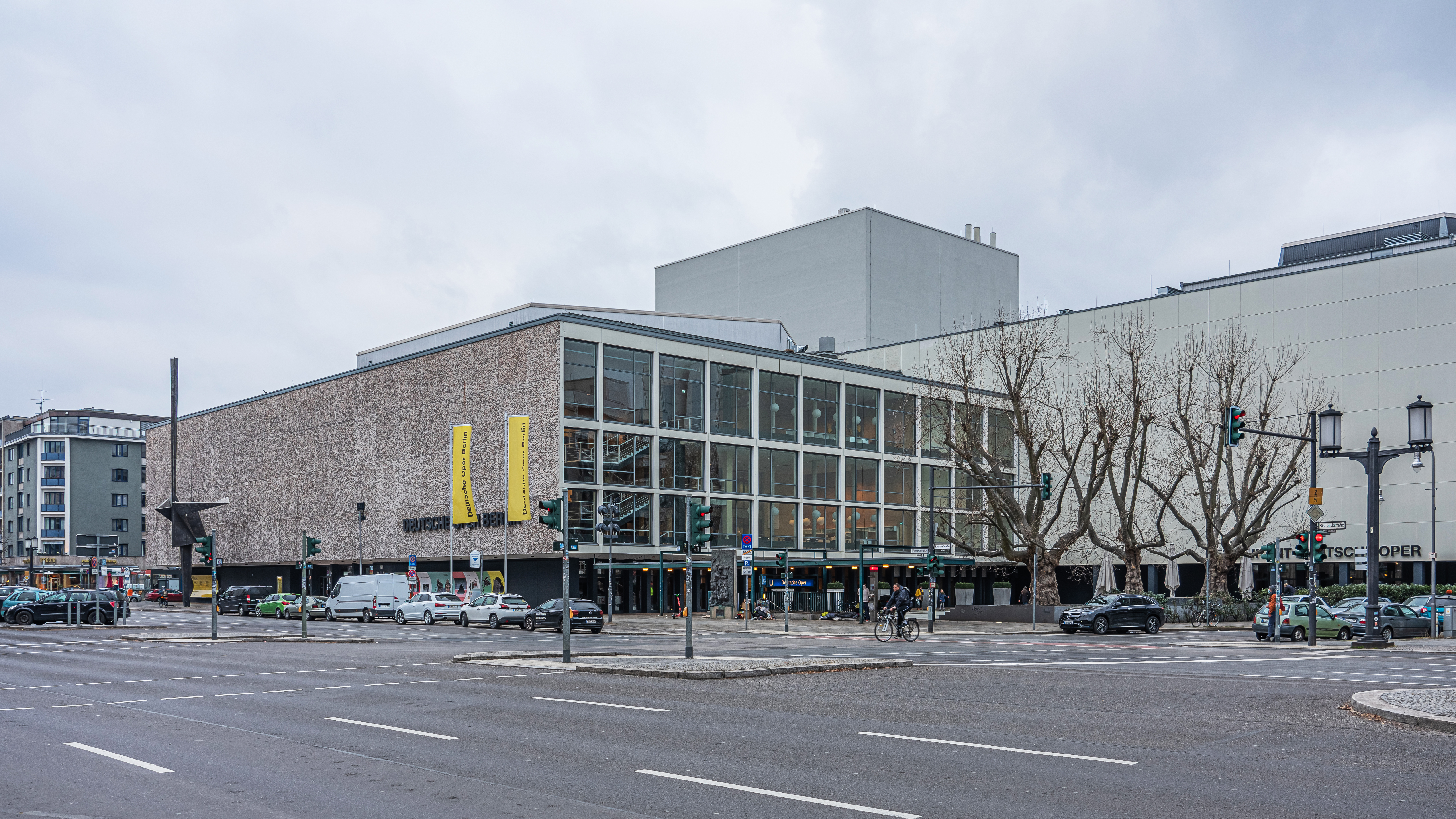
Deutsche Oper, Berlin

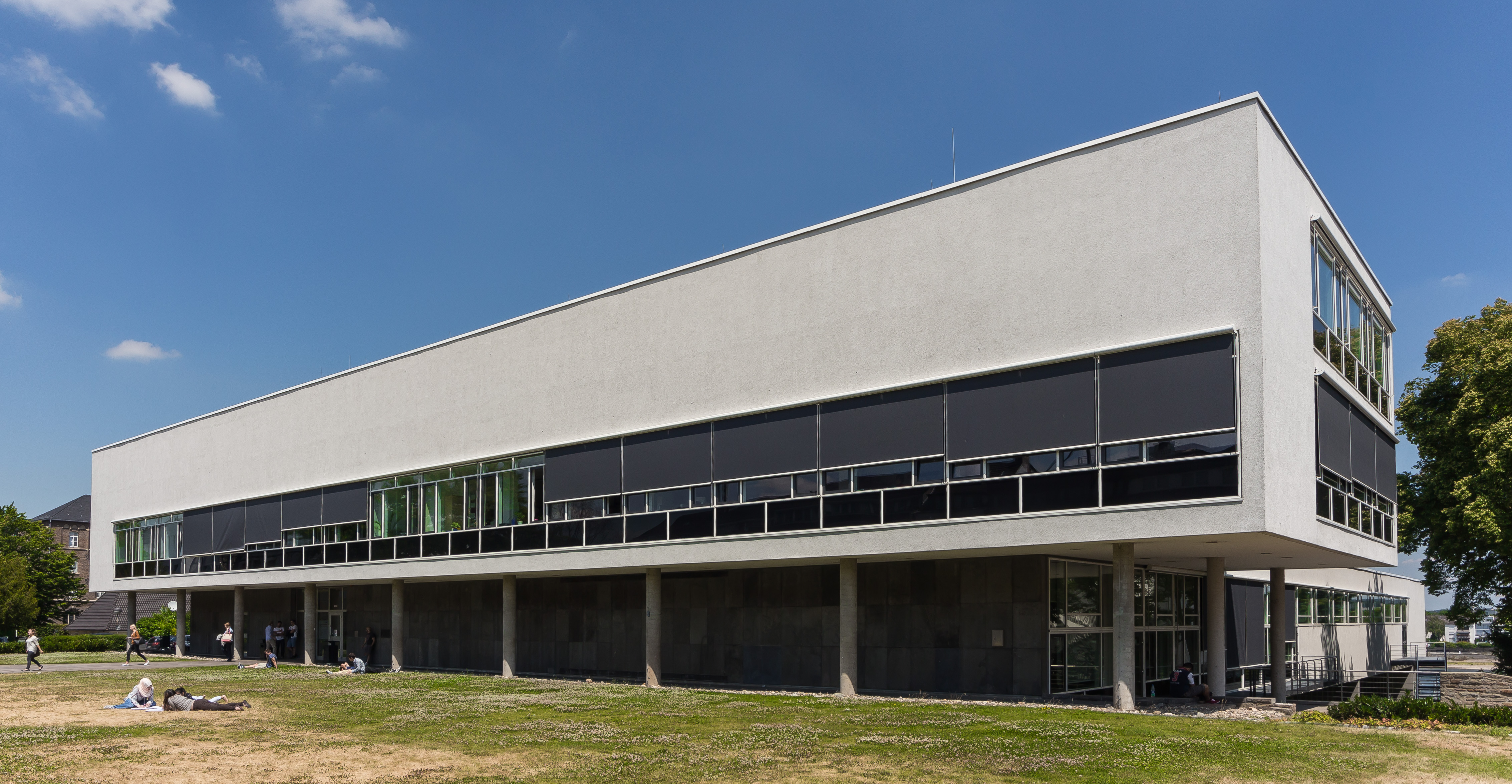
Universitätsbibliothek Bonn (1961)

Fritz Bornemann (* 12. Februar 1912 in Berlin; † 28. Mai 2007 ebenda) war ein deutscher Architekt der Nachkriegsmoderne mit herausragender regionaler Bedeutung in Berlin.

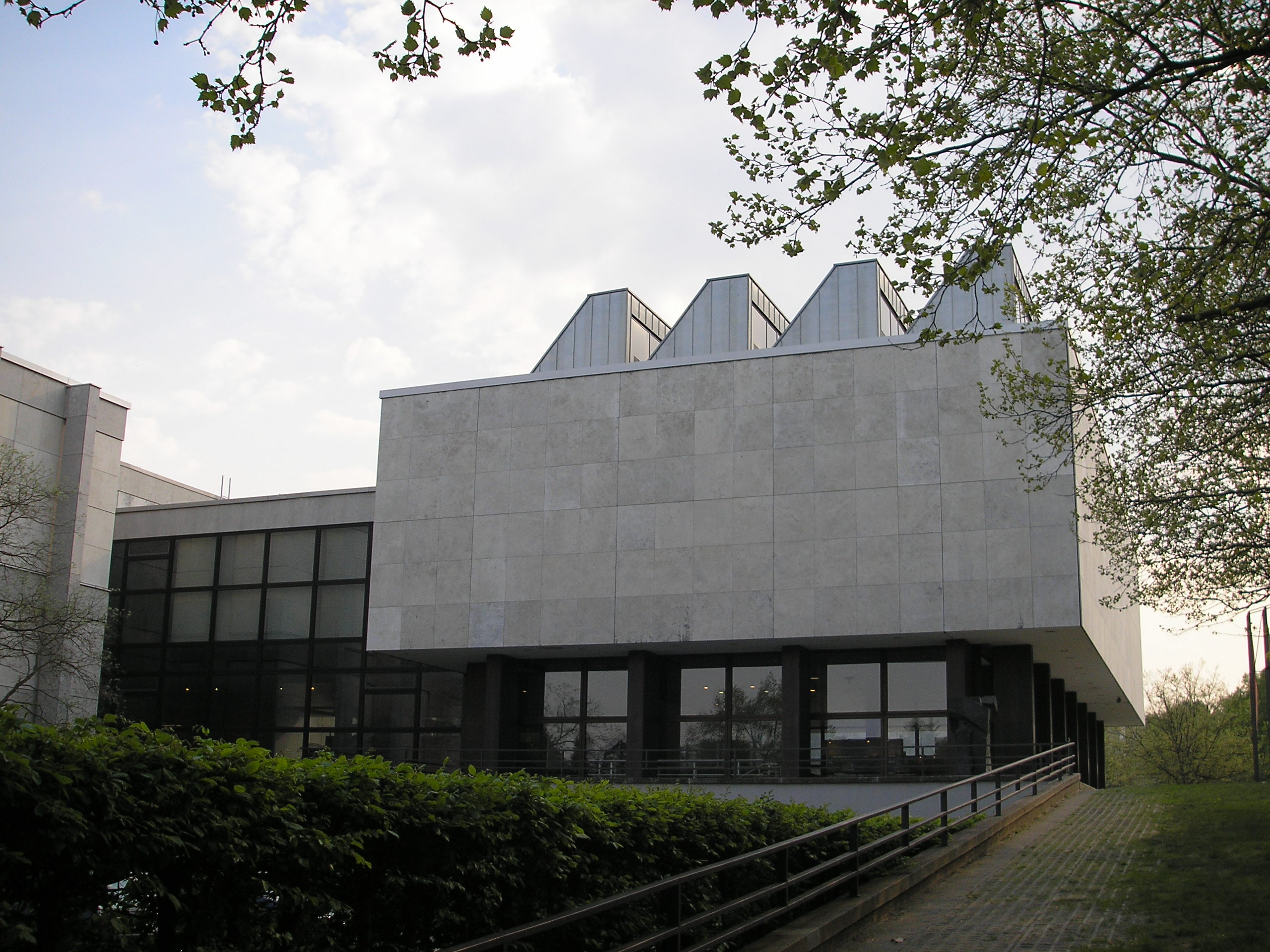
Museumszentrum Berlin-Dahlem

## Leben
Bornemann studierte Architektur an der Technischen Hochschule Berlin. Nach seinem Abschluss im Jahr 1936 war er Assistent für Ausstattungswesen an der Städtischen Oper Berlin-Charlottenburg und ab 1945 Bauleiter bei der Stadt Berlin. Seit dem Jahr 1950 war er selbstständiger Architekt und als solcher vor allem in Berlin tätig. So entstammen die Entwürfe für die Amerika-Gedenkbibliothek (1951–1955, zusammen mit Willy Kreuer), die Deutsche Oper Berlin (1956–1961), das Theater der Freien Volksbühne (1961–1963, seit 2001 Haus der Berliner Festspiele) und für die weltweit als „Dahlemer Modell“ gefeierten Museumsinszenierungen in den Museen Dahlem (1966–1972) seiner Hand. Vor allem die ausschließlich mit Kunstlicht hergestellte dramatische Inszenierung des Museums für Indische Kunst, des Museums für Islamische Kunst und der Pazifik-Abteilung des Berliner Museums für Völkerkunde erregten Aufsehen durch die weitgehende Entmaterialisierung der Objekte. Es waren mit die frühesten Inszenierungen außereuropäischer Kunst mit Schwerpunkt auf ästhetischer Betrachtung. Ferner hat er die Zentrale der Commerzbank in Berlin (1969–1974) entworfen. 1972 entstand in Berlin-Wedding die Dankeskirche. 1974 realisierte er für Rosenthal in Selb das Institut für Werkstofftechnik (heute von einem Modeoutlet genutzt). Sein Entwurf für eine neue Oper in Kairo (Ägypten) von 1973 blieb unrealisiert.

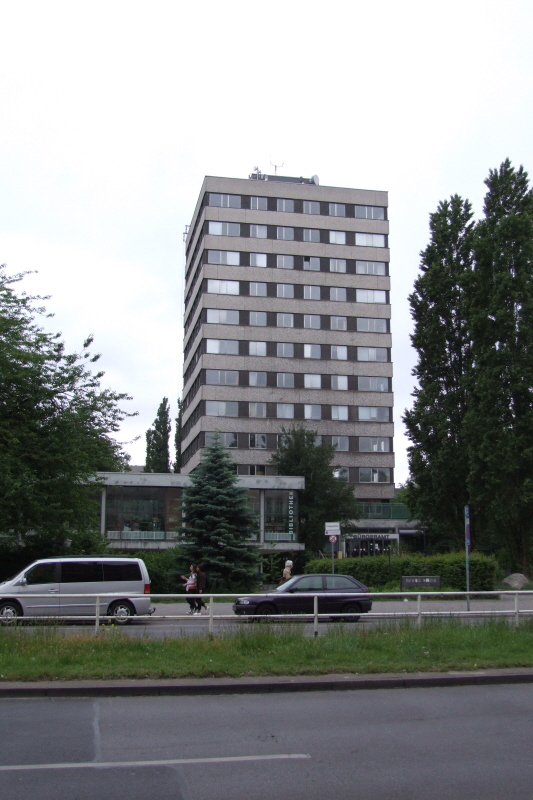
Der Anbau des Rathauses in Berlin-Wedding

Für die Weltausstellung 1970 in Osaka (Japan) entwarf er den deutschen Pavillon. Hierbei verzichtete Bornemann weitestgehend auf große architektonische Gesten und versenkte die Ausstellungsflächen im Untergrund; ein Kugelauditorium diente der multimedialen Präsentation aktueller Tendenzen elektronischer Musik. 
Später kamen unter anderem noch der Erweiterungsbau für das Rathaus Wedding in Berlin und die Universitätsbibliothek (mit Pierre Vago) in Bonn hinzu. Wohnhäuser hat er nie gebaut.
Wenig bekannt ist sein multimediales Wirken. Er gestaltete einige Ausstellungen, darunter Atom (1953) oder Farmer Smith (1957). Der Osaka-Pavillon krönte diese Arbeit.
Bornemanns Architektur war und ist Gegenstand eines heftigen Meinungsstreites über die Moderne der 1950er und 1960er Jahre. Die Kritiker sprechen von kalter oder strenger Architektur und werten die Bauten mit Sätzen wie Eleganz in Waschbeton ab. Seine Anhänger sehen in seinen Werken Muster moderner Architektur, insbesondere moderner Theaterarchitektur. Die Funktionalität seiner Bauten wurde auch von der Kritik anerkannt, denn Besucher konnten das Bühnengeschehen von allen Plätzen sehr gut verfolgen und verstehen.
Ein durch den Architekten Le Corbusier in die Moderne eingeführtes gestalterisches Motiv verwendete Bornemann für viele seiner Bauten. Deren große, kubische Körper erhalten durch Aufständerung oder überkragende Elemente Abstand zum Erdboden und wirken dadurch trotz ihrer Masse leicht und schwebend.
Fritz Bornemann war über 16 Jahre Vorsitzender des Bundes Deutscher Architekten.

## Wettbewerbsteilnahmen
- Kaiserpalast in Addis Abeba, Äthiopien, 3. Preis (1948)
- Stadttheater Gelsenkirchen, 2. Preis (1953)
- Stadttheater Bonn, 2. Preis (1960)
- Schauspielhaus Hannover (1964)

## Auszeichnungen
- Ehrenmitglied des Bundes Deutscher Architekten